# Cheirogenesia decaryi
Cheirogenesia decaryi is een haft uit de familie Palingeniidae. De wetenschappelijke naam van de soort is voor het eerst geldig gepubliceerd in 1926 door Navás.
De soort komt voor in het Afrotropisch gebied.